# TPz Fuchs 2
TPz Fuchs 2 je německý kolový obrněný transportér navazující na obrněnec Tpz Fuchs ze 70. let 20. století.

## Vývoj
V roce 2001 představila společnost Rheinmetall Landsysteme prototyp novou verzi obrněného transportéru Fuchs 2. Veřejnosti byl představen na výstavě MSPO International Defence Industry Exhibition v Polsku téhož roku.

## Design
Fuchs 2 má maximální bojovou hmotnost 20 tun a je plně obojživelný. Hlavní změnou oproti původní verzi je integrace výkonnějšího nízkoemisního motoru, jenž umožňuje navýšení užitečného zatížení na více než dvojnásobek (z 4 t na 9,4 t). Došlo také ke zvýšení stropu o 145 mm a instalaci střešních lamel. Mezi další upgrady patří digitální palubní systém CAN-Standard SAE J 1939 a systém centrálního dofukování pneumatik.

### Výzbroj
Fuchs lze osadit různými bojovými moduly, např. Rheinmetall E8 nebo RLS 609 od stejného výrobce. První jmenovaná stanice může disponovat 30mm kanónem, 7,62mm kulometem a protitankovými řízenými střelami. RLS 609 může být vybavena 12,7mm kulometem, popřípadě 40mm granátometem.

### Pancéřování
Základní pancéřování vozidla se nachází na úrovni STANAG 4569 Level 3, tzn. odolnost vůči palbě ze zbraní do ráže 7,62 mm včetně. Ochranu stejné úrovně poskytují osádce i okna. Díky přídavnému pancíři je možné ochranu vozidla navýšit na STANAG 4569 Level 4 (odolá střelbě ze zbraní do ráže 14,5 mm včetně).

### Motor
Vozidlo pohání vznětový motor MTU 6V 199 TE20 s výkonem 1 800 ot./min. Šestistupňová, plně automatická převodovka ZF 6 HP602 má integrovaný retardér, primární převodovku STV 502 a sekundární převodovku STU 13000.

## Uživatelé
- Alžírsko - 980 vozidel ve službě

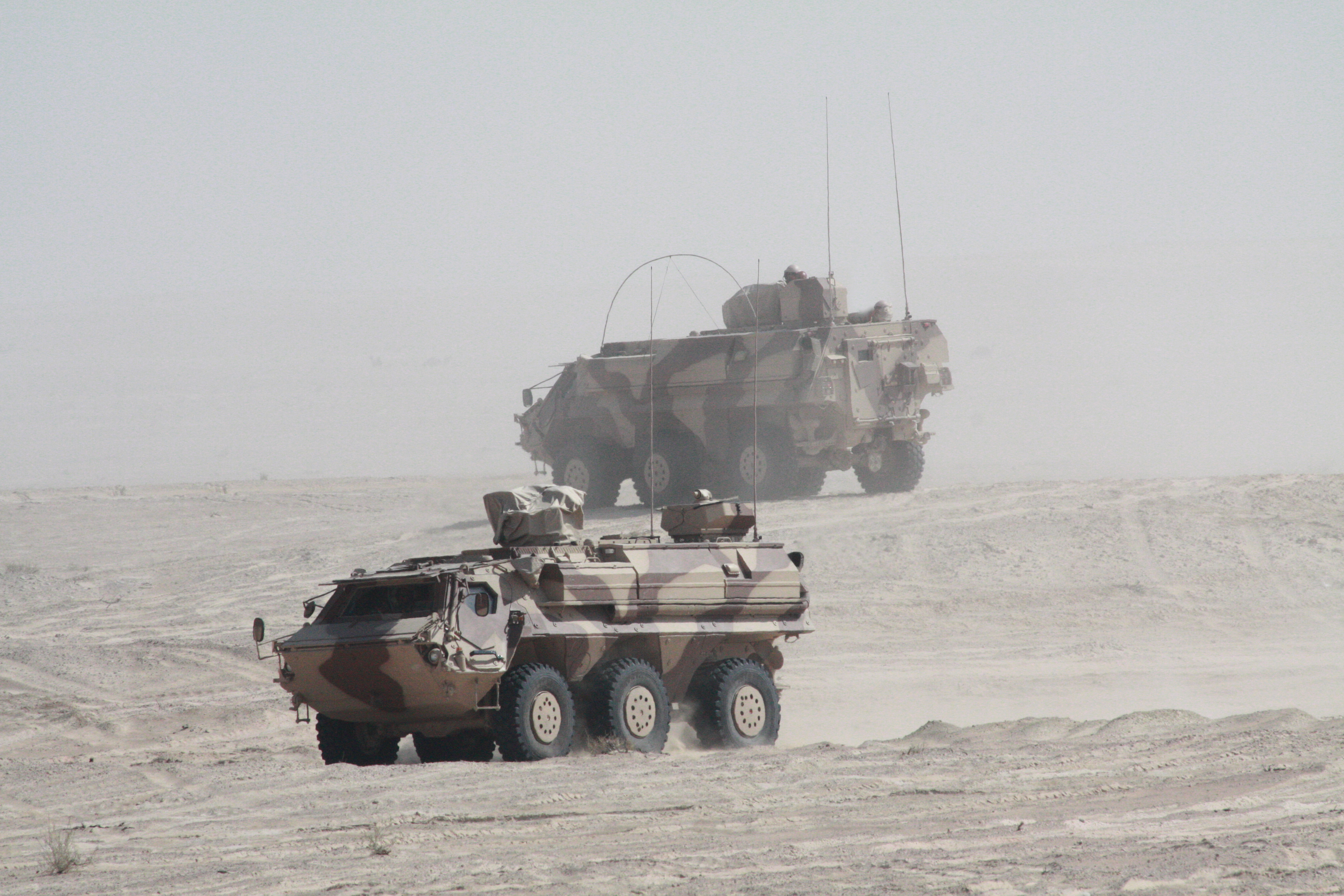
Vozidla fuchs 2 ozbrojených sil Spojených arabských emirátů

- Kuvajt - 12 kusů v konfiguraci NBC
- Spojené arabské emiráty - 32 obrněnců v konfiguraci NBC objednáno v roce 2005